# Nádasdy család

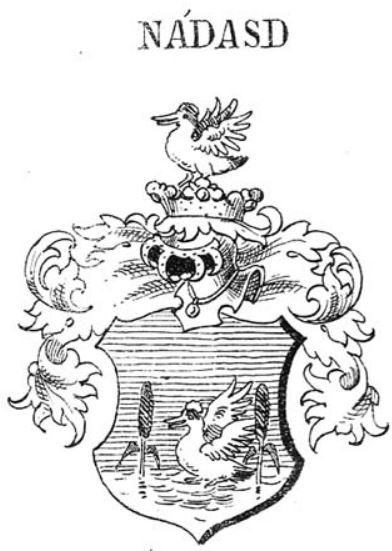
A Nádasd nemzetség és egyben a Nádasdy család címere (a Siebmacher-féle könyvből)

A nádasdi és fogarasföldi Nádasdy család jelentős szereplője volt Magyarország történelmének. A tatárjárás idején bújtatták IV. Bélát, Károly Róbert oldalán harcoltak Csák Máté ellen, Nádasdy Mihályt beválasztották a Sárkány Lovagrend tagjai közé.
2013. január 15-én Nádasdy Ferenccel, a Nádasdy Alapítvány kuratóriumának elnökével a grófi család főága kihalt. Nádasdi és fogarasföldi gróf Nádasdy Borbála (1939–), írónő, korábban balettmester, színésznő, Magyarországra költözött vissza és jelenleg tevékeny társasági szerepet vállal a médiában.

## Története

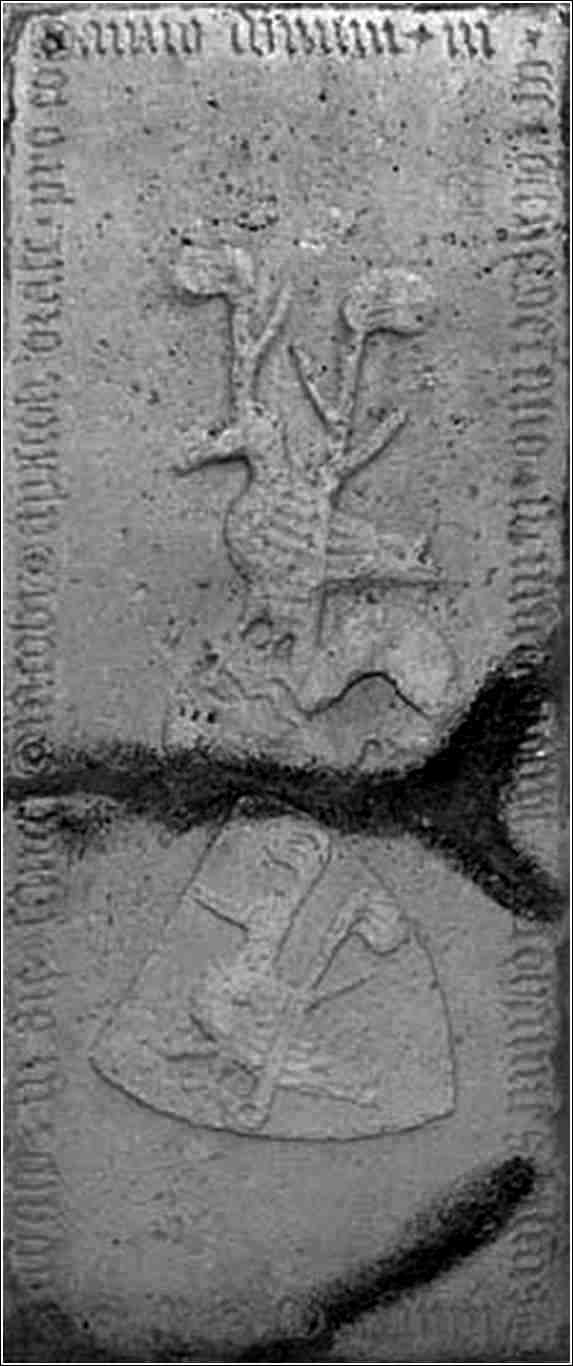
Nádasdi Lőrinc fia János 1380-ból származó sírköve. Rajta látható a Nádasdy család címere

Pray szerint a család Hitvalló Eduárd angol király fiaival még Szent István király idejében hazánkba költözött angol főurak egyikétől származott, de ennél sokkal valószínűbb, hogy a család tiszta magyar eredetű. A Nádasdyakat a régi főnemes Pethenedi- vagy Pettendi családból, a gersei Petheőkkel egy törzsből származtatják. Csopon ispán (comes) egyik fia Lőrinc lett a gelsei Pethők törzse, másik fia, András pedig a Nádasdyaké. A családnak volt egy másik ága, a nádasdi Darabos család, amely 1642-ben halt ki.

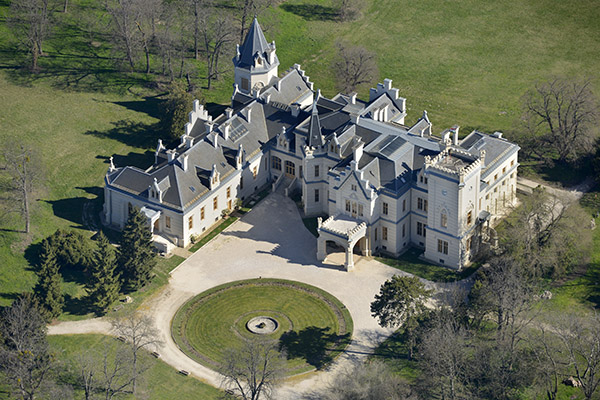
Nádasdladány, Nádasdy-kastély légi felvételen

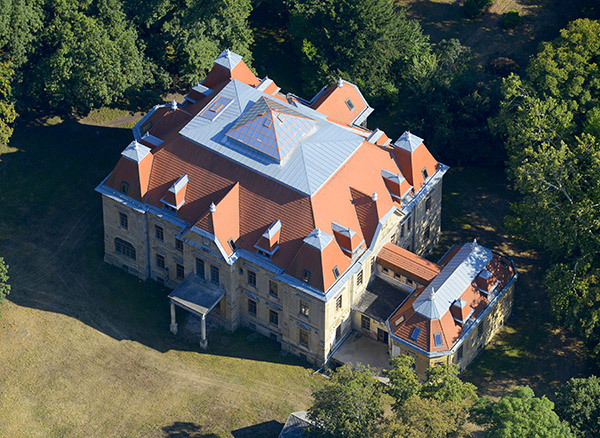
Sárvár, Nádasdy-kastély légi fotón

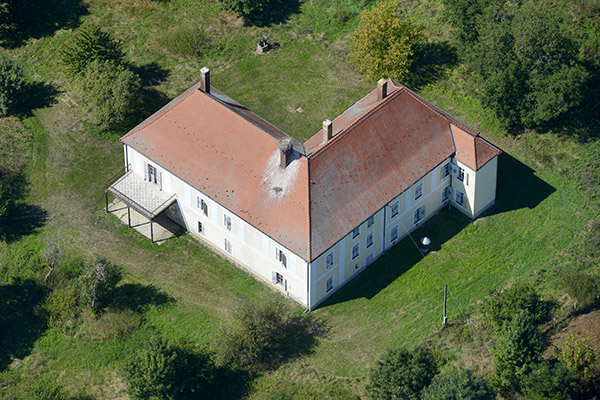
Sorkifalud, Nádasdy-kastély a levegőből

A Vas és Zala megyei köznemesi családban született Nádasdy László (fl. 1236), az első név szerint egyenesági őse a Nádasdyaknak; Nádasdy László fia, István (fl. 1265–1291) volt, akinek a fia, Nádasdy Lőrinc (fl.1344–1377). Nádasdy Lőrinc unokatestvéreivel, Nádasdy János fiaival, Dénessel és Benedekkel együtt, kaptak több birtokadományt Vas vármegyében 1365-ben. Nádasdy Lőrinc fia János (†1380) sírkövén látható az eddigi ismert legkorábbi családi címer ábrázolása: két nád között egy jobbra fordult vadkacsa. Nádasdy Lőrinc unokája, Nádasdy Tamás (fl. 1359–1413) fia, Nádasdy András (fl. 1389–1423) volt, aki 1402-ben Zala vármegye alispánjaként tevékenykedett; Nádasdy András feleségül vette Óvári Miklós lányát. Ennek a Nádasdy Andrásnak volt két fiúgyermeke: Nádasdy Antal (fl. 1450), aki Wathy Mihály kancellárnak a familiárisa volt, valamint Nádasdy Gáspár (fl. 1412–1434), aki feleségül vette Serényi Erzsébetet. Nádasdy Andrásnak az egyik fivére Nádasdy Ozsvát (fl. 1443), kanizsai várnagy, akinek a neje, Penthe asszony; Nádasdy Ozsvát Kanizsai Imre familiárisa volt.
Nádasdy Gáspár és Serényi Erzsébet fia, Nádasdy László (fl. 1395–1482), kezdte a családját magasabbra emelni. Az erdélyi alvajdai tisztet töltötte be 1465 és 1467 között monyókeréki Ellerbach Bertold erdélyi vajda mellett; felesége Sánkfalvi Katalin volt, Sánkfalvi István leánya, Sánkfalvi Antal unokája. Apja Sánkfalvi István és nagybátyja, Sánkfalvi Bertalan 1455. október 18-án szolgálatai és érdemei jutalmazására, a címer adományozásban részesültek V. László magyar királytól. Nádasdy Tamás Vas vármegye alispánja lett 1470-ben monyókeréki Ellerbach Bertold vasi főispán mellett. 1471. szeptember 18-án Nádasdy László és sógora, Sánkfalvi István, birtokadományban részesültek a Rádóc és Paty nevű településeken. Idősebb Nádasdy László és Sankfalvi Katalin egyik fia ifjabb Nádasdy László (fl. 1492–1551) volt. Ő lett a majdani nemesi ágnak az őse, amely kihalt a 18. század közepén. A másik gyermekük, Nádasdy Ferenc (†1541) vasi alispán a család főnemesi ágának őse volt.

### A köznemesi ág
A család nemesi ága főleg Vas és Zala vármegyében telepedett le. Nádasdy László erdélyi alvajda és Sankfalvi Katalin gyermeke ifjabb Nádasdy László (fl. 1494–1526), földbirtokos alapította a Nádasdy család köznemesi ágát. Ifjabb Nádasdy Lászlónak a felesége, borhidai Ebres Ilona, akinek az édesapja Körös-, édesanyja révén Vas vármegyei ősökkel rendelkezett. Nádasdy László és borhidai Ebres-i Ilona (fl. 1496–1518) házasságából egyetlen ismert fiúgyermek származott: Nádasdy János, akinek a felesége damonyai Damonyay Krisztina lett. Nádasdy János és Damonyay Krisztina frigyéből két gyermek született: az egyik Nádasdy Pál (fl. 1591), akinek a felesége pókateleki Zomor Krisztina, és a másik, nádasdi Nádasdy Tamás (fl. 1586–1619), földbirtokos, aki Vas vármegye alispánja 1591 és 1595 között volt. Az utóbbi Nádasdy Tamás vasi alispánnak a felesége a lengyeltóti Lengyel családnak a sarja lengyeltóthi Lengyel Katalin asszony, akinek a szülei lengyeltóti Lengyel István szigligeti kapitány, és dalkai Hathalmy Zsófia voltak. Nádasdy Tamás 1598-ban pedig 100 forint fizetéssel a hadak kapitányává választották, majd 1599-ben Buda alatt táborozott. Nádasdy Tamásnak élénk levelezése volt atyafia Batthyány Ferenc (1573–1625) Sopron vármegye főispánjával, dunántúli főkapitánnyal, amelyből 33 levél maradt meg. Nádasdy Tamás alispán leveleiben „Kabol szabad urának” (liber baro a Kabold) címezte magát. Nádasdy Tamás vasi alispán fia, Nádasdy Boldizsár (fl. 1636–1664) 1651-ben szabályozta a jobbágyközség belső rendjét Domonkosfán. Nádasdy Boldizsár 1652-ben, 1654-ben, 1656-ban, ahogy édesapja egykor is, szintén Vas vármegye alispánja volt, és 1659. július 7-én választották meg Vas vármegye országgyűlési követévé. Nádasdy Boldizsárnak a neje tarródi és németszecsődi Tarródy Orsolya (fl. 1628), akinek a szülei Tarródy András (fl. 1595–1628), földbirtokos és bisági Geréczy Borbála (fl. 1598–1628) voltak; Tarródy Andrásné Geréczy Borbálának az apja bisági Geréczy Bertalan (fl. 1555–1599), nagykanizsai várkapitány, földbirtokos volt. A még fiatal hajadon Tarródy Orsolyát 1628. december 7-én fiúsította II. Ferdinánd magyar király. Nádasdy Boldizsárnak és Tarródy Orsolyának volt két fiúgyermeke: Tamás és András. 1678. augusztus 6-án édesanyjuk révén fiúsításban részesültek I. Lipót magyar király kegyéből. Az egyik gyermek Nádasdy Tamás (fl. 1678), feleségül vette meszléni Meszlény Évát (fl. 1688–1699), meszléni Meszlény Benedek, az 1646 és 1656 közötti vasi alispán és kerecseni Szalay Katalin lányát. Egy évtizeddel később Nádasdy Tamás már nem élt, és özvegye, Meszlényi Éva 1688. április 11-én pereskedett leánytestvérével, Meszlényi Máriával, hidvégi Polyany László özvegyével. Özvegy Nádasdy Tamásné Meszlényi Éva a protestánsok vallásával élt és annyira ragaszkodva a felekezetéhez, 1697.-ben Szentléránton a katolikus vallás meggyalázására Úrnapján egész nap során trágyát hordatott az alattvalóikkal a mezőre. Ugyanígy tettek az ottani protestánsok más ünnepeken is, noha ezek a törvények ellen „contra canones et leges" hallatlan kihágásoknak számíttatnak. Nádasdy Tamás és Meszlényi Éva házasságából csak négy lánygyermek született: az egyik Nádasdy Mária, aki házasságot kötött a szenttamási Bertalan családból való Bertalan Ádámmal, akinek a szülei szenttamási Bertalan István (fl. 1673), Zala megyei alszolgabíró, és nemes Kerpacsics Katalin (fl. 1691) voltak; a másik leány Bellesich Jánosné Nádasdy Éva; a harmadik, felsőbüki Nagy Mihályné Nádasdy Judit és az utolsó, jakabházi Sallér István alnádorné Nádasdy Klára (1685–1765) volt. A tekintélyes és befolyásos jakabházi Sallér Istvánné Nádasdy Klárát 1744. március 9-én Mária Terézia királynő fiúsította férjével együtt; unokája, jakabházi Sallér Judit (1765–1829), aki férjhez ment gróf tolnai Festetics Györgyhöz (1755–1819).
A másik gyermeke Nádasdy Boldizsárnak és Tarródy Orsolyának Nádasdy András volt, aki telekesi Török Margitot vette feleségül. Török Margit esetében szintén az anyja jogait érvényesítették fiúsítás révén 1678. augusztus 6-án. Nádasdy András és telekesi Török Margit fiával, Nádasdy Imrével (1681–1735) kihalt fiúágon a család köznemesi ága. Imre feleségül vette Márffy Annát, akitől született egyetlen leánya, Nádasdy Terézia (†1764), lengyeltóti Lengyel Lajos felesége.

### A főnemesi ág
A család főnemesi ága Nádasdy László erdélyi alvajda és Sánkfalvi Katalin másik fiától, Nádasdy Ferenctől származott: Nádasdy Ferenc (fl. 1492–1541), Nagykanizsa várkapitánya, földbirtokos volt. Mátyás magyar király uralkodása alatt élt Nádasdy Ferenc, aki a király páncélos lovasságának egyik tisztje volt. Első felesége a zalai ősrégi szenterzsébeti Terjék családnak a sarja szenterzsébeti Terjék Orsolya volt; első felesége halála után elvette a nemesi származású vései Véssey Orsolya kisasszonyt. Nádasdy Ferenc és szenterzsébeti Terjék Orsolya frigyéből született: Nádasdy Zsuzsanna, akinek a férje szentbalázsi Zele Balázs (fl. 1484–1503), zalavári várnagy, földbirtokos, Nádasdy Krisztina, akinek a férje bezerédi Bezerédj Mihály, valamint Nádasdy Tamás (1498–1562), aki majd a királyság nádori méltóságot töltötte be és főnemesi rangra emelkedett. Nádasdy Ferenc és második nejétől, vései Véssey Orsolyától származott Nádasdy Orsolya, akinek a férje ghyczi és assa ablanczkürthi Ghyczy Lénárt (fl. 1510–1542), királyi ember, földbirtokos, Nádasdy Kristóf és Nádasdy Jakab, földbirtokosok, valamint Nádasdy Anna, akinek a férje szunyogszeghi Majláth István erdélyi vajda volt.
Nádasdy Tamás (1498–1562) nádortól származtak a főnemesi családnak további nevezetes tagjai, akik fontos helyet foglaltak az újkori és modernkori magyar történelemben. Birtokaik zöme a Dunántúlon feküdt, ezek között legjelentősebb Kanizsa és Sárvár, de voltak Arad vármegyei birtokaik is. Nádasdy Tamásnak a felesége az Osl nembeli Kanizsai család utolsó tagja és hatalmas birtokok örököse Dunántúlon: Kanizsai Orsolya (1521–1571) volt. E házasság révén Nádasdy Tamás felemelkedése történt meg, és ezután lett az egyik legfontosabb főúr a Mohács utáni királyságban.

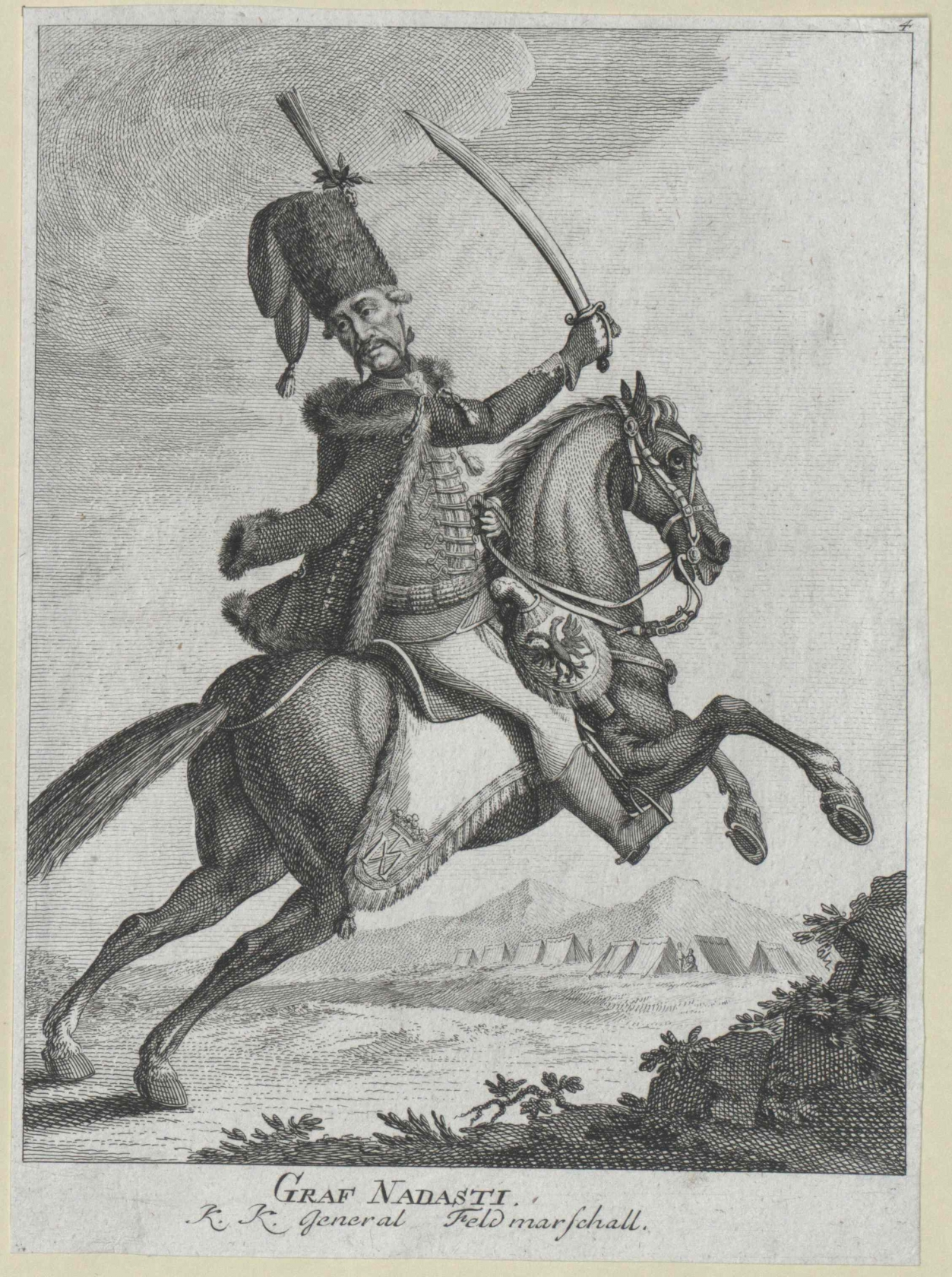
Nádasdy Ferenc gróf (1708-1783) tábornagy

Báró Nádasdy Ferenc kiváló hadvezér volt a 16. században, a török seregek elleni vitézségéért a kortársak „Fekete Bég”-nek nevezték. Apja Nádasdy Tamás nádor, aki I. Ferdinánd király budai kapitánya volt, aki később Szapolyai János mellett harcolt. Újszigeten (Sárvár mellett) iskolát és nyomdát alapított. 1553-ban bárói címet kapott, egy évvel később az ország nádora lett. 1625-ben unokája, Nádasdy Pál szerezte meg a családnak a grófi rangot. Az ő fia, gróf Nádasdy Ferenc (1625–1671), országbíró, gazdag mecénás és műgyűjtő volt, akit a Wesselényi-összeesküvésben való részvételéért I. Lipót 1671-ben kivégeztetett, vagyonát, műkincseit pedig elkobozta. Unokája, gróf Nádasdy Ferenc (1708–1783) tábornagy, 1756-tól horvát bán. Mint hadvezér több győzelmet aratott az osztrák örökösödési, majd a hétéves háborúban. Dédunokája, gróf Nádasdy Lipót (1802–1873), és neje, báró soborsini Forray Júlia (1812–1873), a reformkori Magyarországon mint a jótékony intézmények, az irodalom és a művészetek pártolói szerepeltek. Lipót rendkívül nagy vagyon ura volt. A család bécsi ágának 1801. évi kihalása révén apja örökölte annak dunántúli birtokait. Ehhez jöttek még Forray Júlia nagy kiterjedésű ingatlanai a Dunántúlon és a Délvidéken. Nádasdy Lipót gróf törekedett birtokainak továbbgyarapítására és összpontosítására. A központot Fejér megyében hozta létre. 1851-ben gróf Schmidegg Károlytól megvette a Fejér megyei Sárladányt, 1852-ben Ürményi Józseftől Agárdpusztát. Mindkét helyen régi kastély állott, Nádasdy Lipót székhelyét Ladányba tette át. Kérésére 1859. június 14-én a belügyminisztérium engedélyezte, hogy a helység nevét családi neve után Nádasd-Ladányra változtassa. Történelmi család, néhány leszármazottjuk ma is Magyarországon élő, ismert személyiség.
Nádasdy Lipót és Forray Júlia gyermeke gróf Nádasdy Ferenc (1842–1907) Komárom vármegye főispánja volt. 1868. július 1-jén feleségül vette zicsi és vázsonykői gróf Zichy Ilonát (1849–1873), gróf Zichy János Nepomuk (1820–1911) és báró krajovai Kray Irma (1830–1913) leányát. Házasságukból két lány és egy fiúgyermek született: kissennyei gróf Sennyey Béláné gróf Nádasdy Júlia (1869–1939), kéthelyi gróf Hunyady Károlyné gróf Nádasdy Irma (1873–1925) és gróf Nádasdy Tamás (1870–1915), Komárom vármegyei főispán. Gróf Nádasdy Tamás feleségül vette Budapesten 1903. április 28-án gróf Maria von Wenckheimet (1883–1968). A házasságukból három lány és három fiúgyermek született. A legidősebb, gróf Nádasdy Ferenc (1907–1944), aki 37 évesen esett el a háborúban. Két leány- és egy fiúgyermeke született a polgári származású Radó Máriától (1904–1990), aki a Nemzeti Színház művésznője volt. Köztük, gróf Nádasdy Ferenc (1937–2013) a család utolsó férfi tagja volt.

## Ősök galériája
Külföldi példára a Nádasdy család készíttetett a 17. században, Magyarországon először, nagyméretű, egész alakos portrékat a család vélt vagy valós őseiről. A kastélyok vagy várak termeiben felfüggesztett képek egyfajta családtörténetet alkottak, egyben megőrizték a korabeli viselet képét is. A Nádasdy-ősgaléria a Magyar Nemzeti Múzeumban látható.

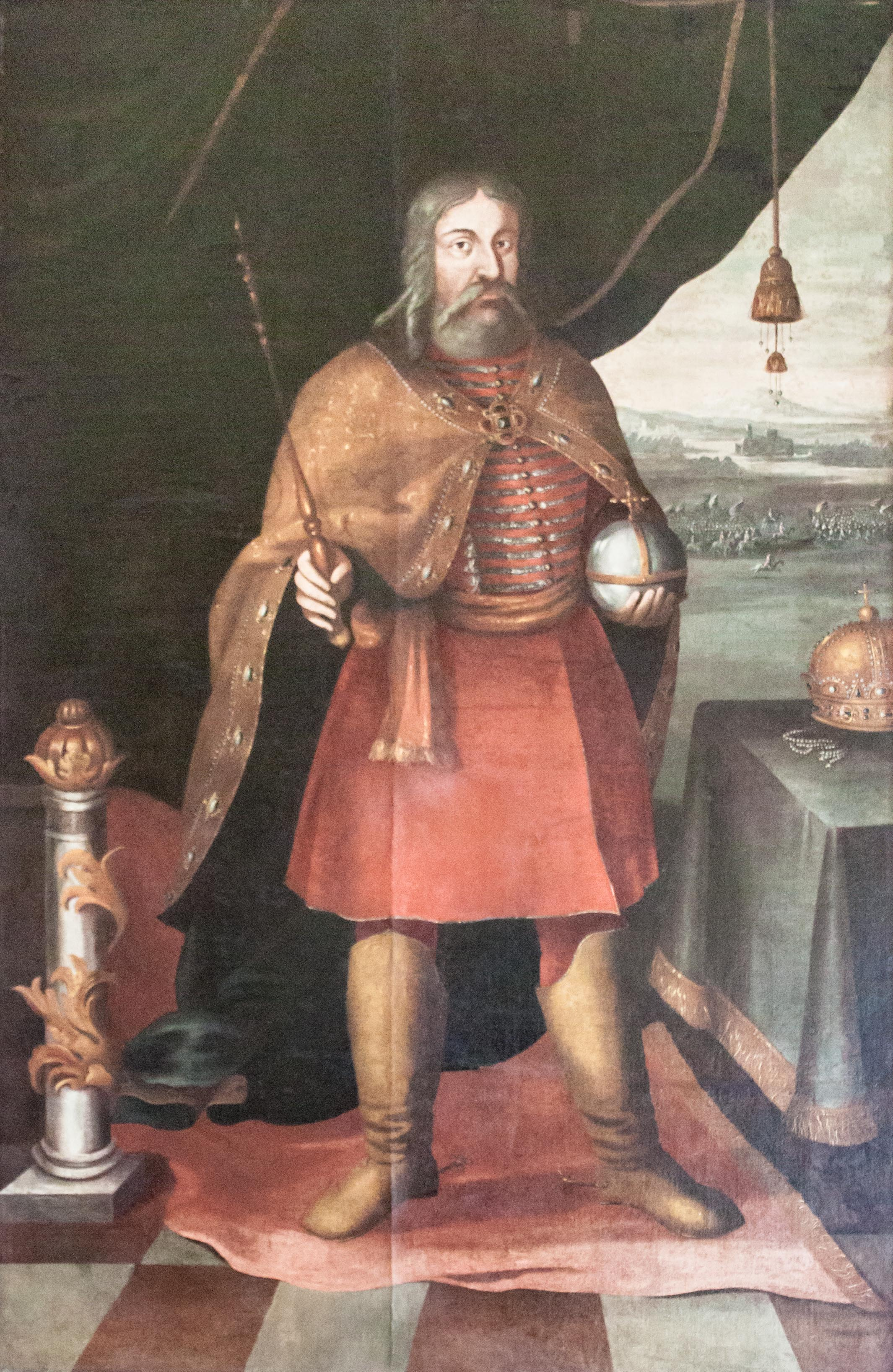
Szent István király
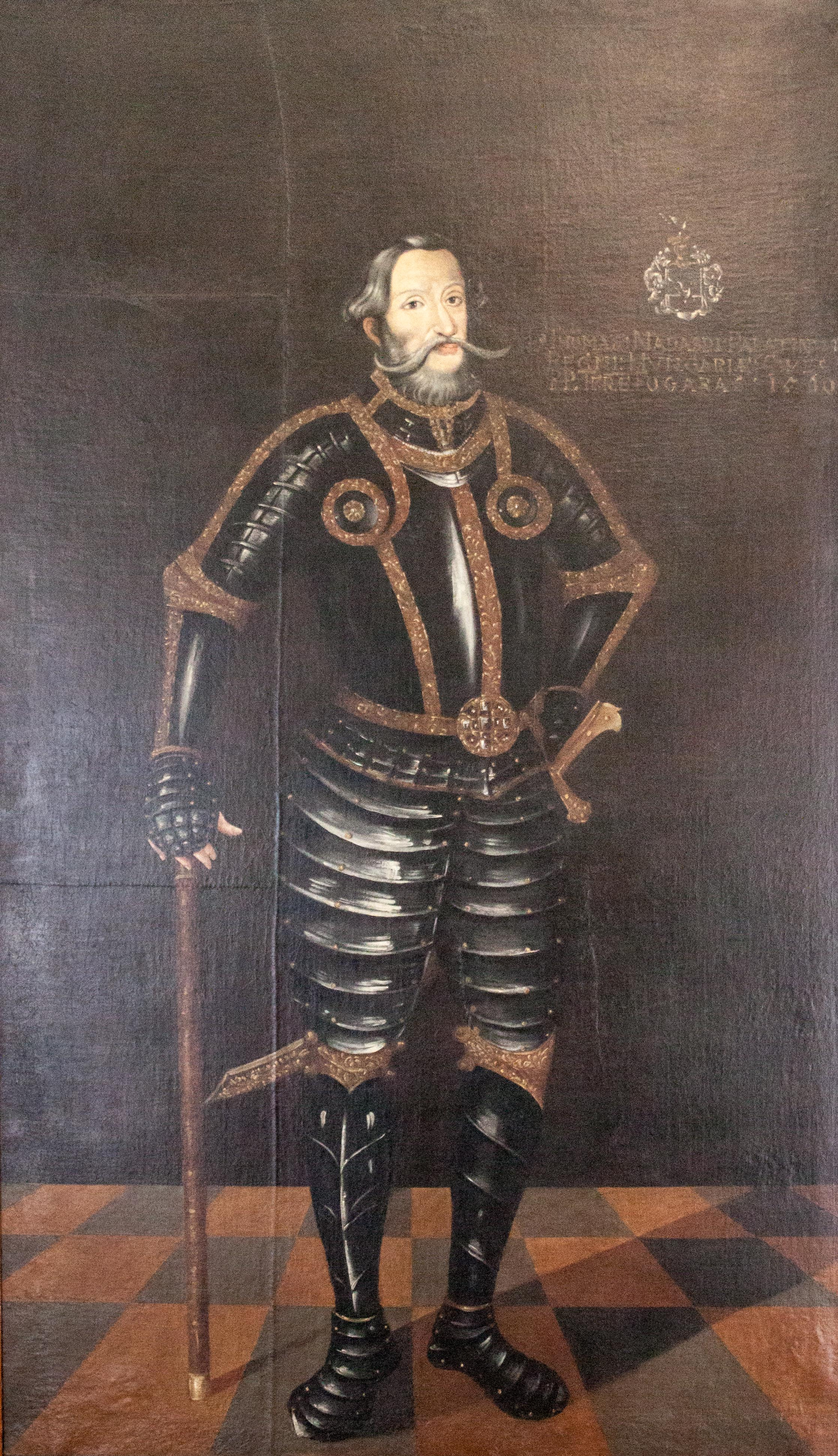
Nádasdy Tamás nádor
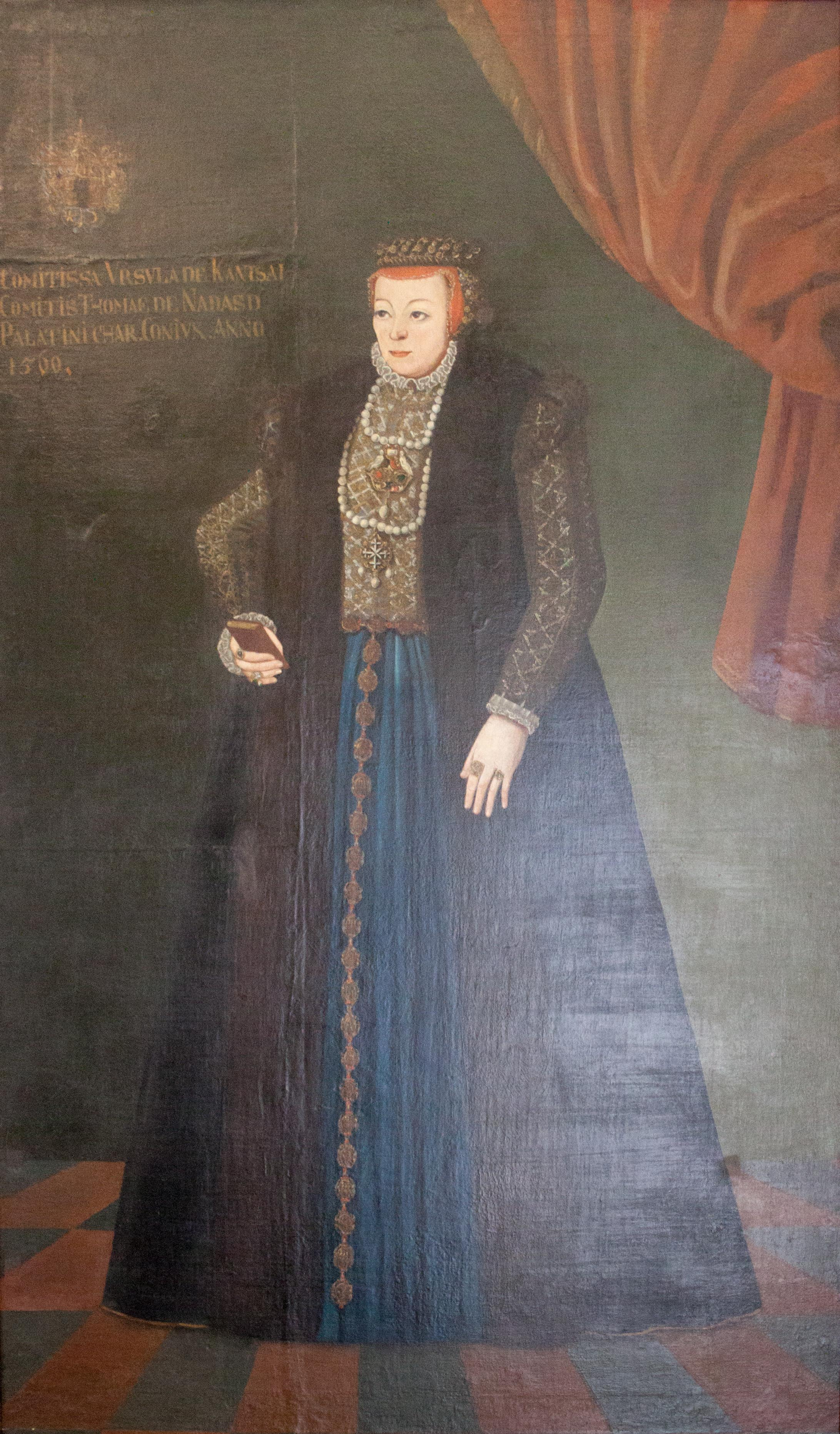
Nádasdy Tamásné, Kanizsai Orsolya
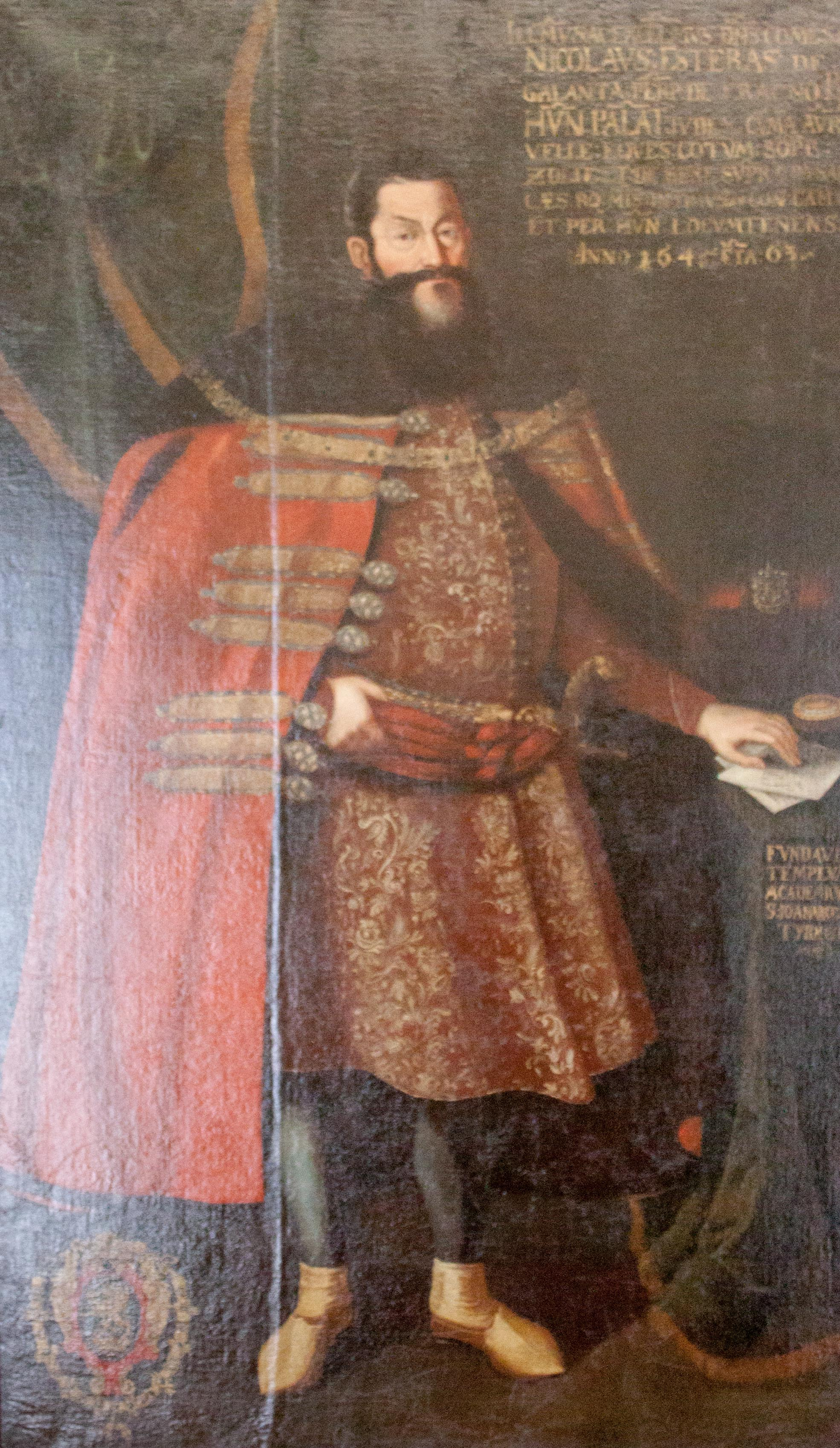
Esterházy Miklós nádor
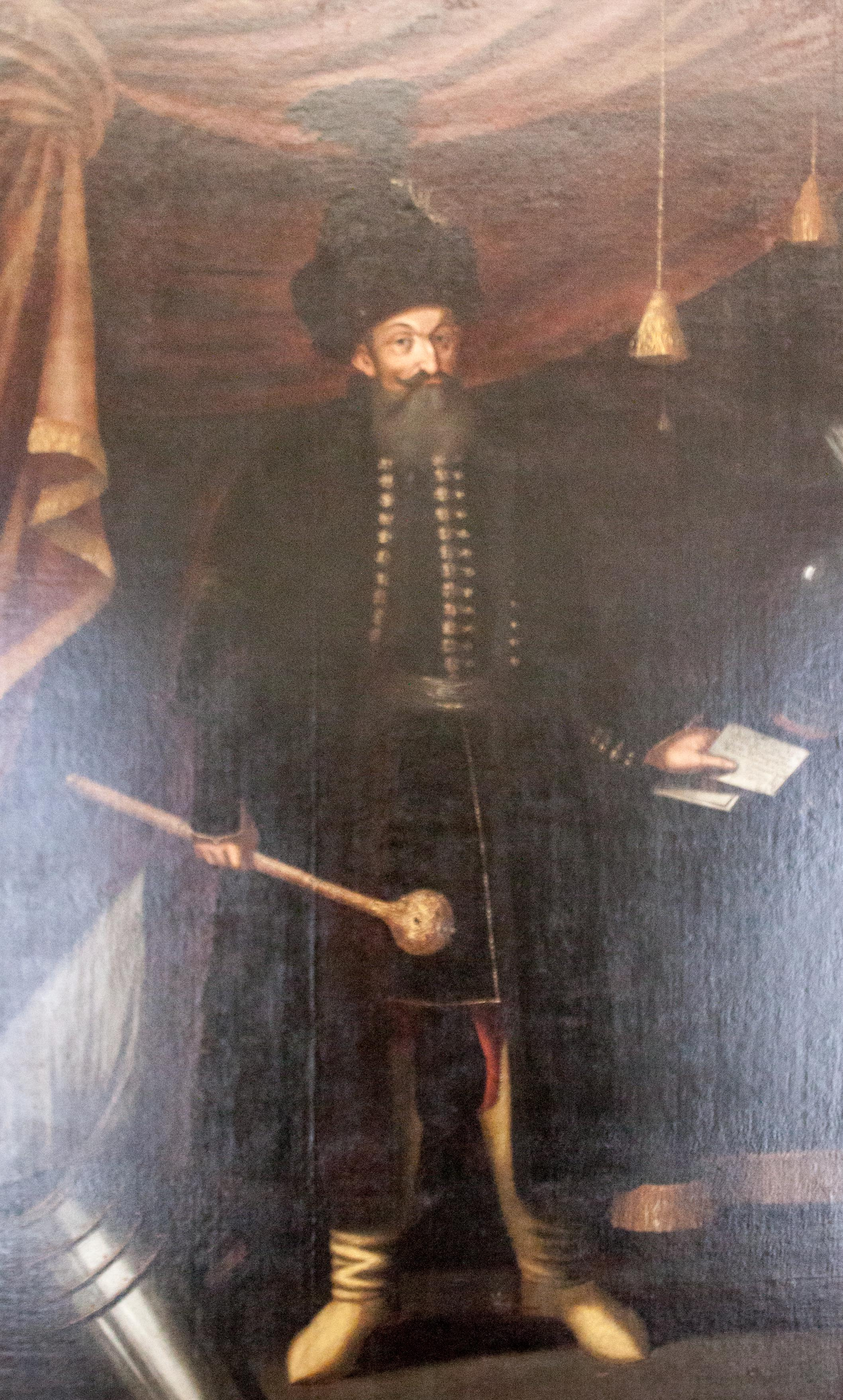
I. Rákóczi György, erdélyi fejedelem
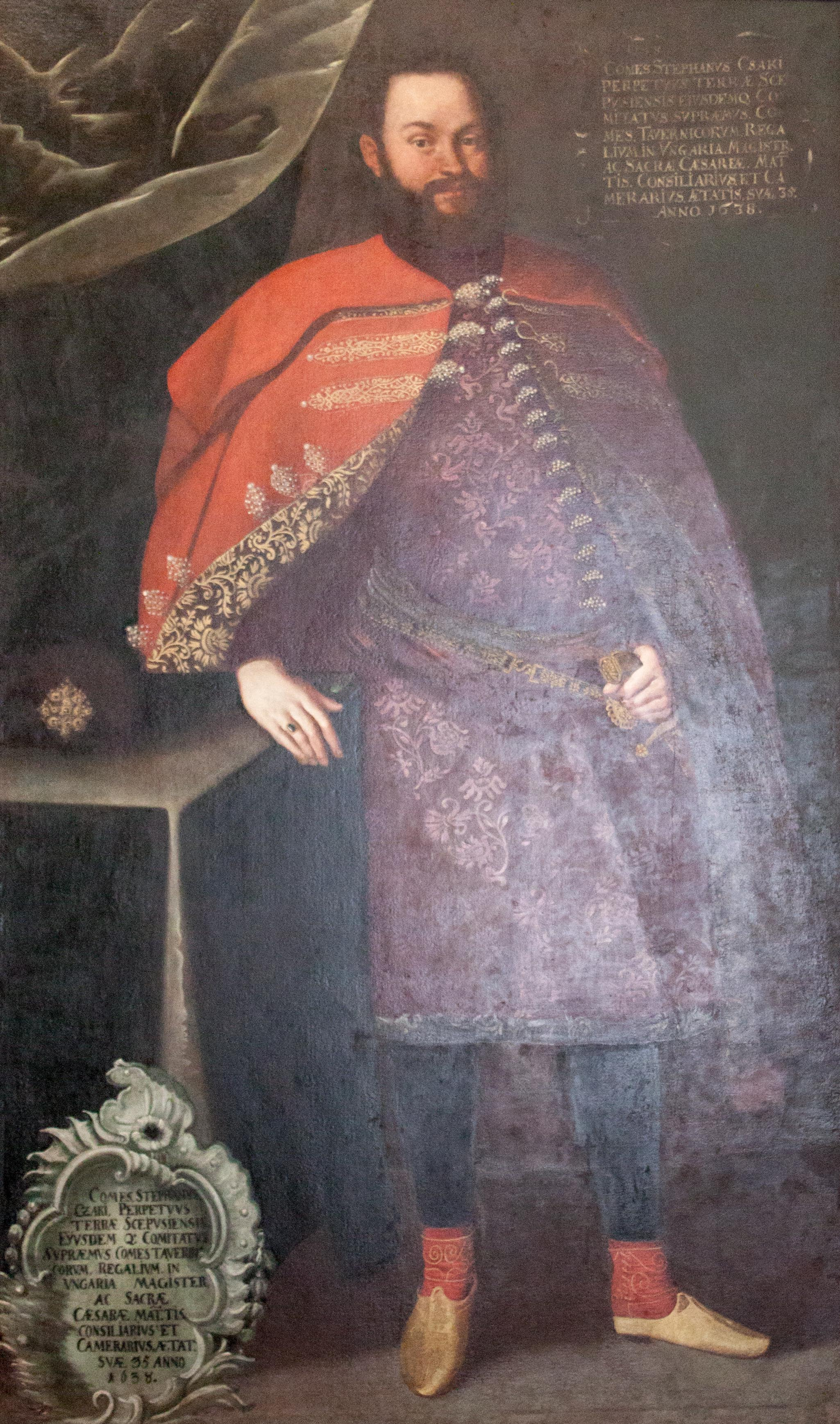
Csáky István gróf
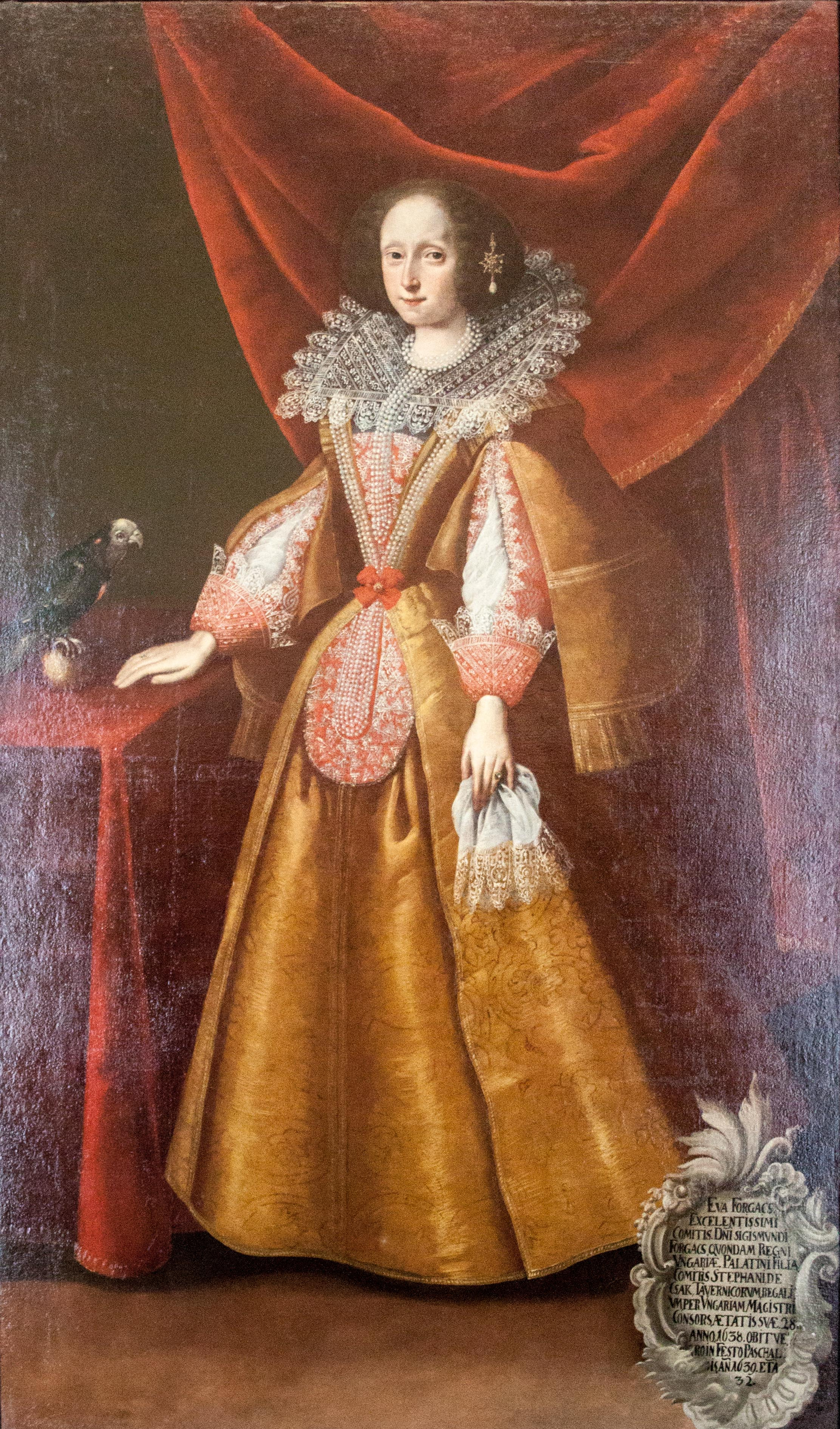
Csáky Istvánné, Forgách Éva
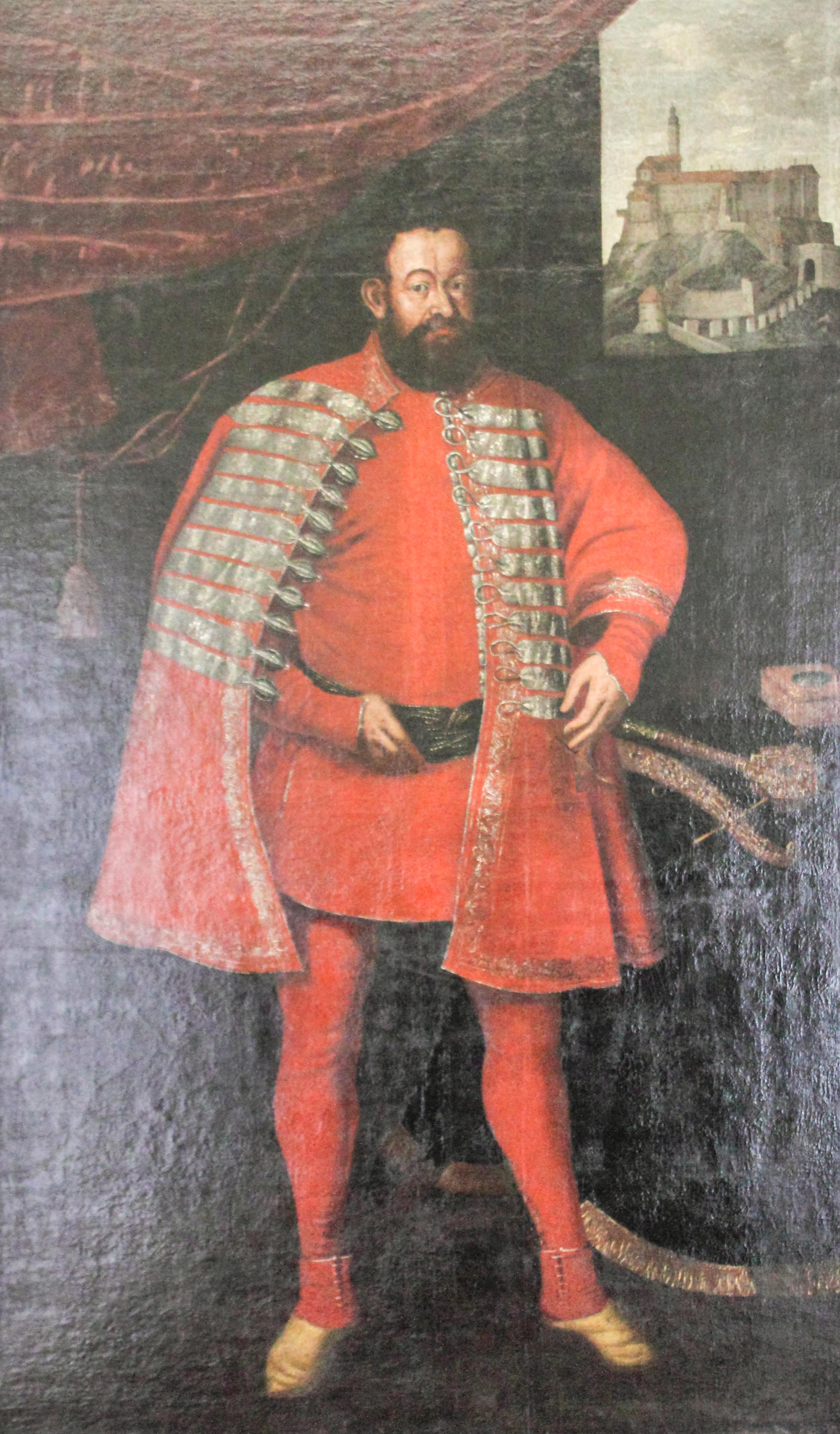
Batthyány Ádám dunántúli főkapitány
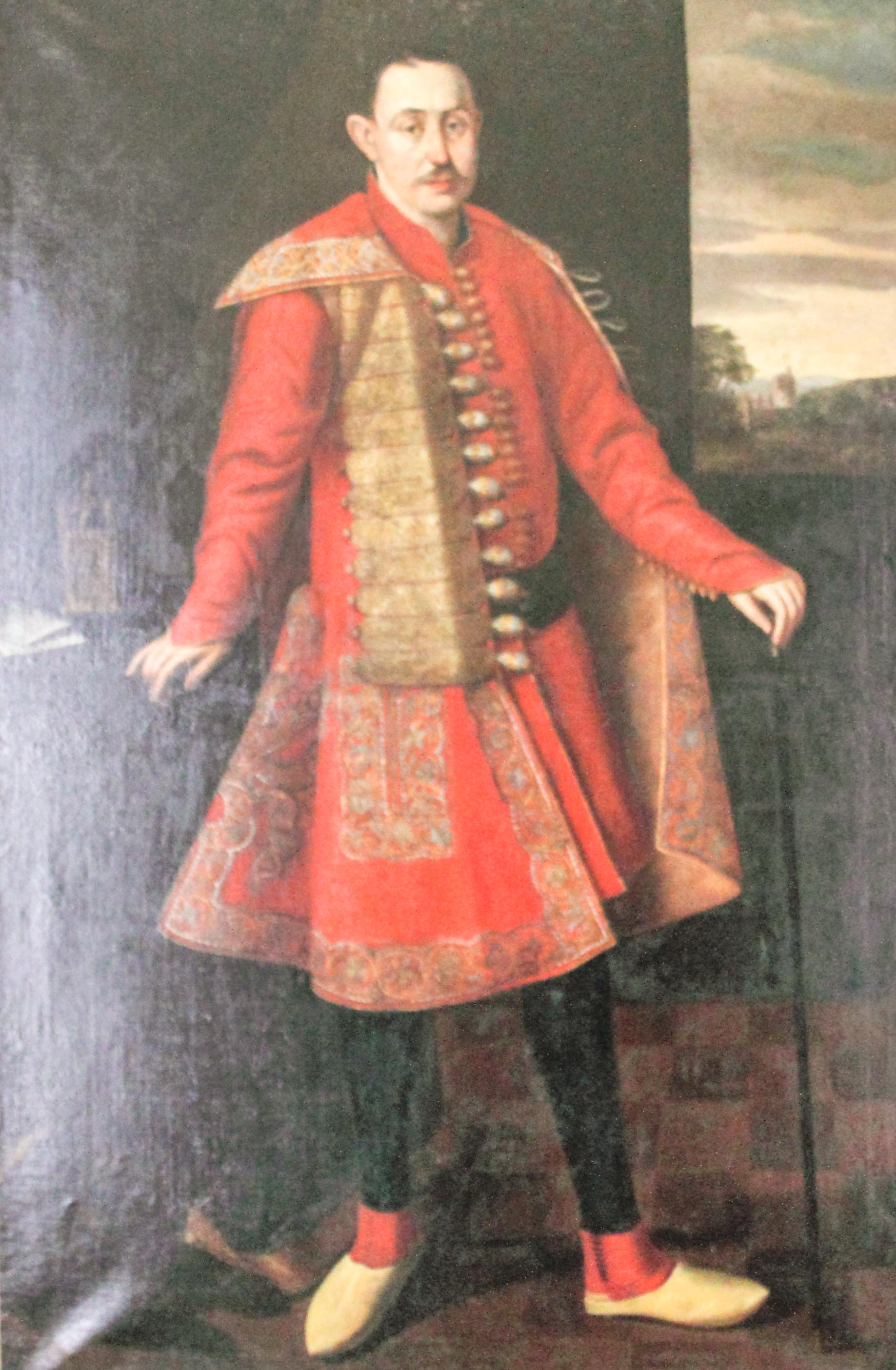
Nádasdy Ferenc országbíró
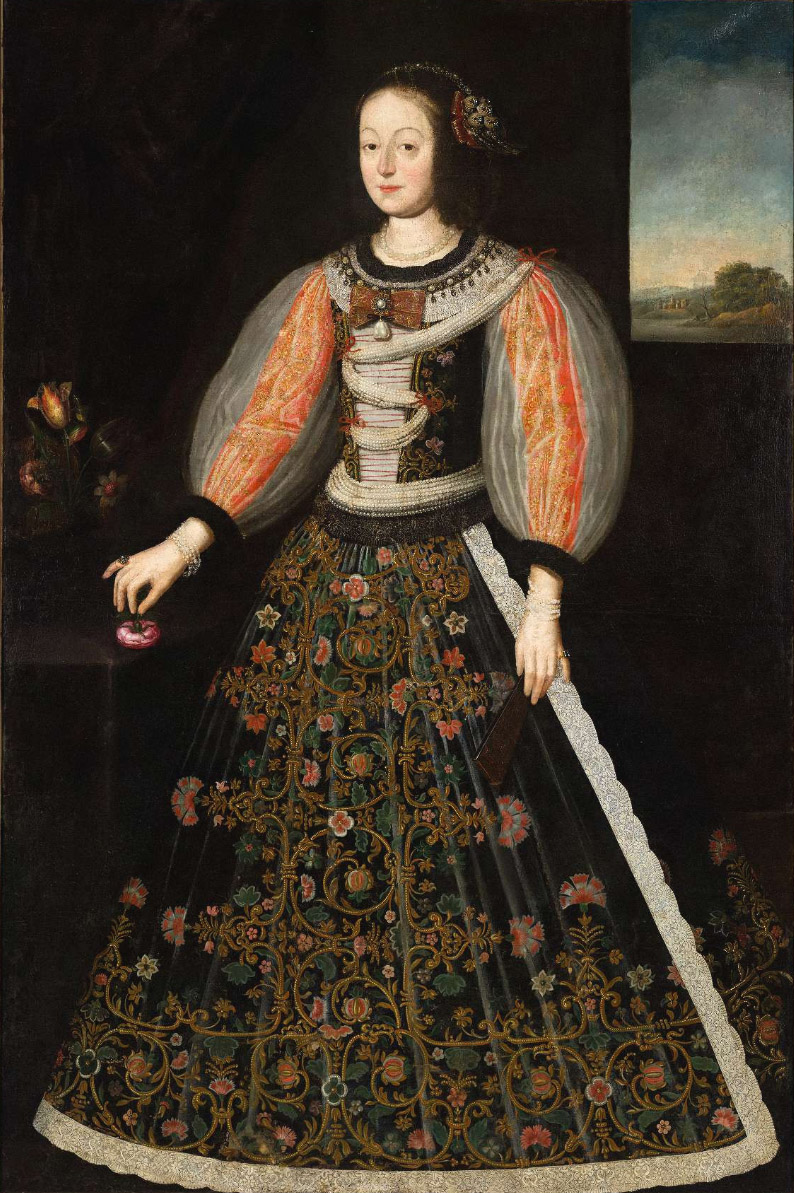
Nádasdy Ferencné herceg Esterházy Anna Julianna
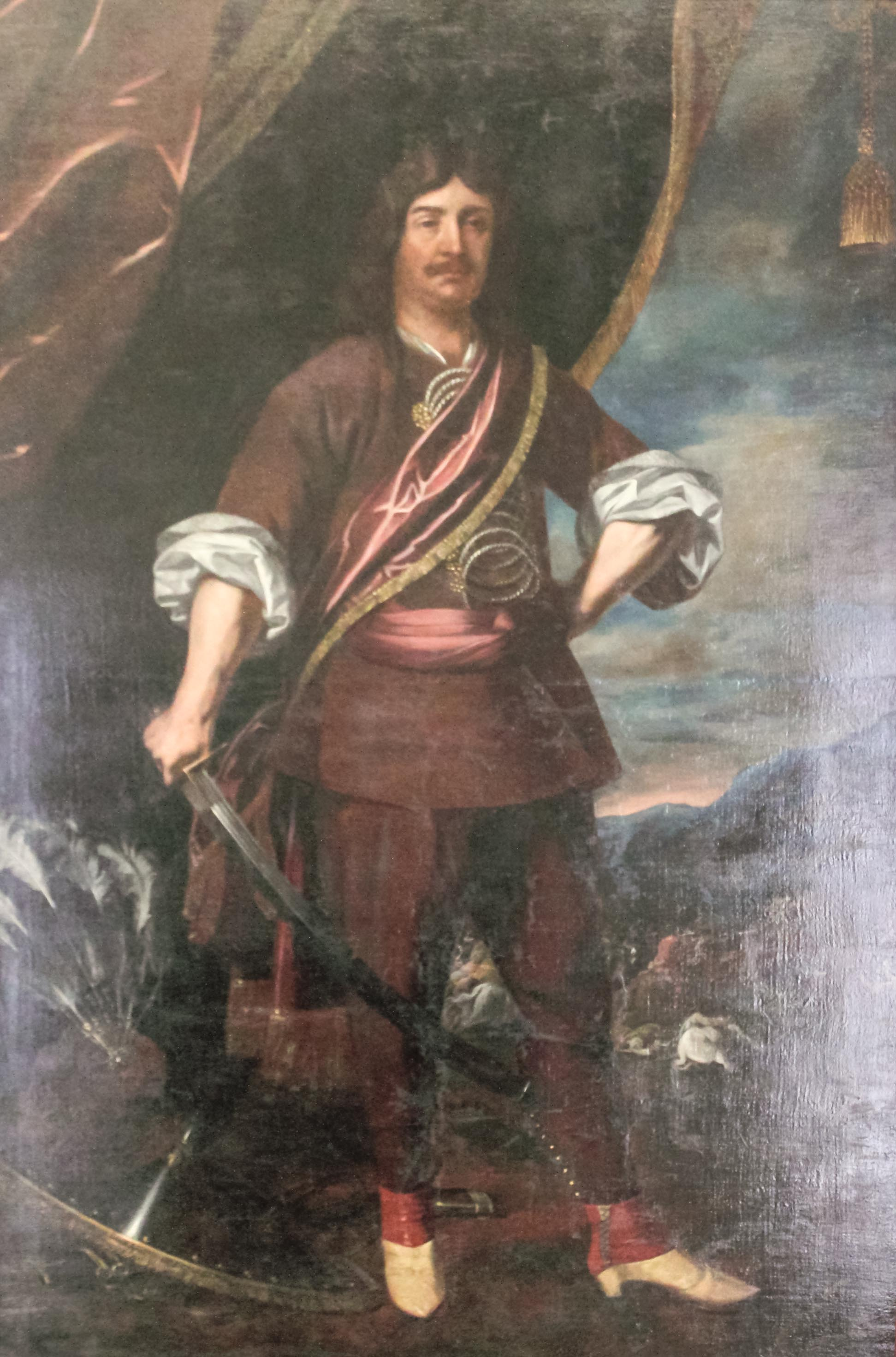
Zrínyi Péter
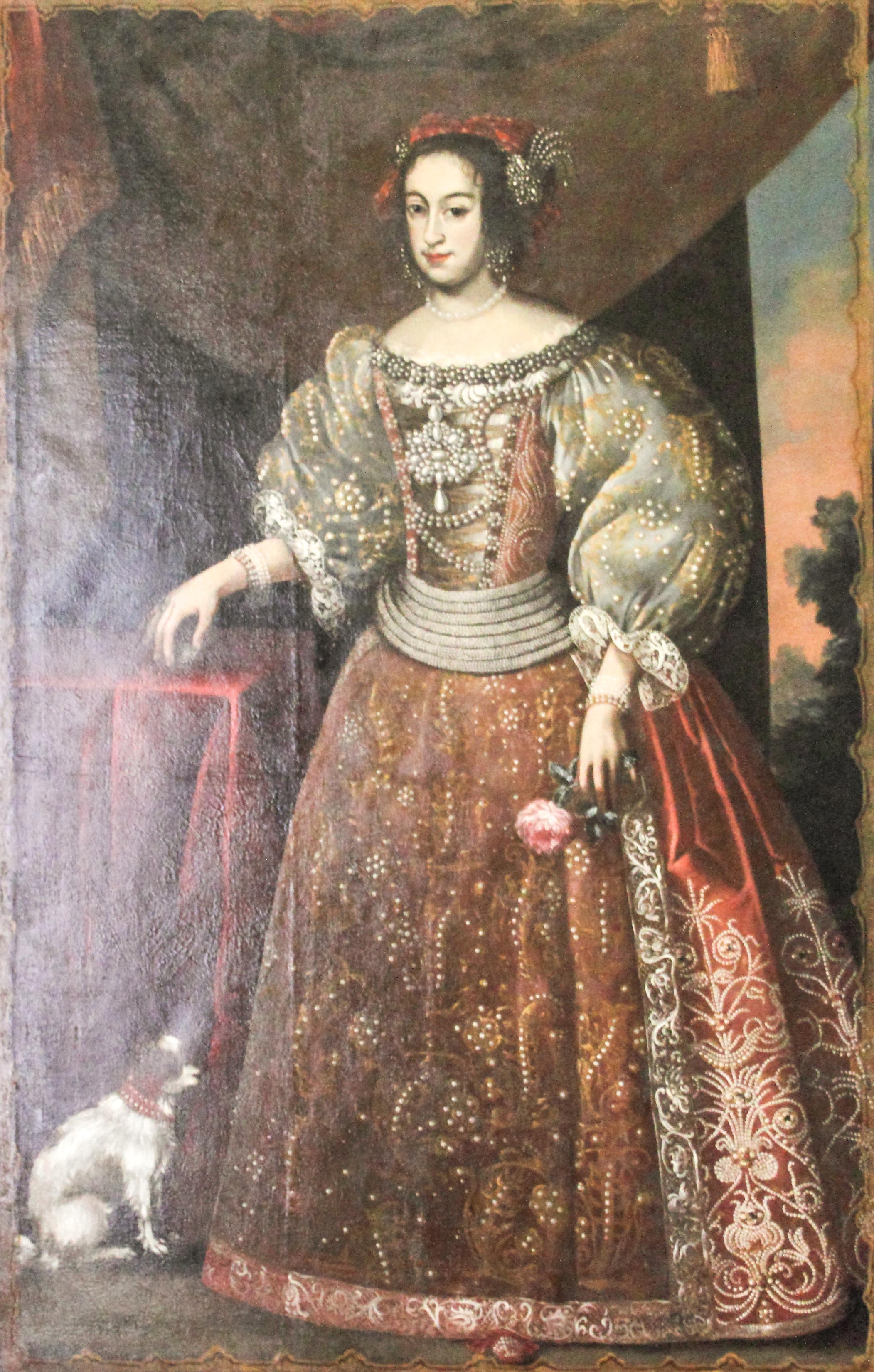
Esterházy Ferencné, Illésházi Ilona
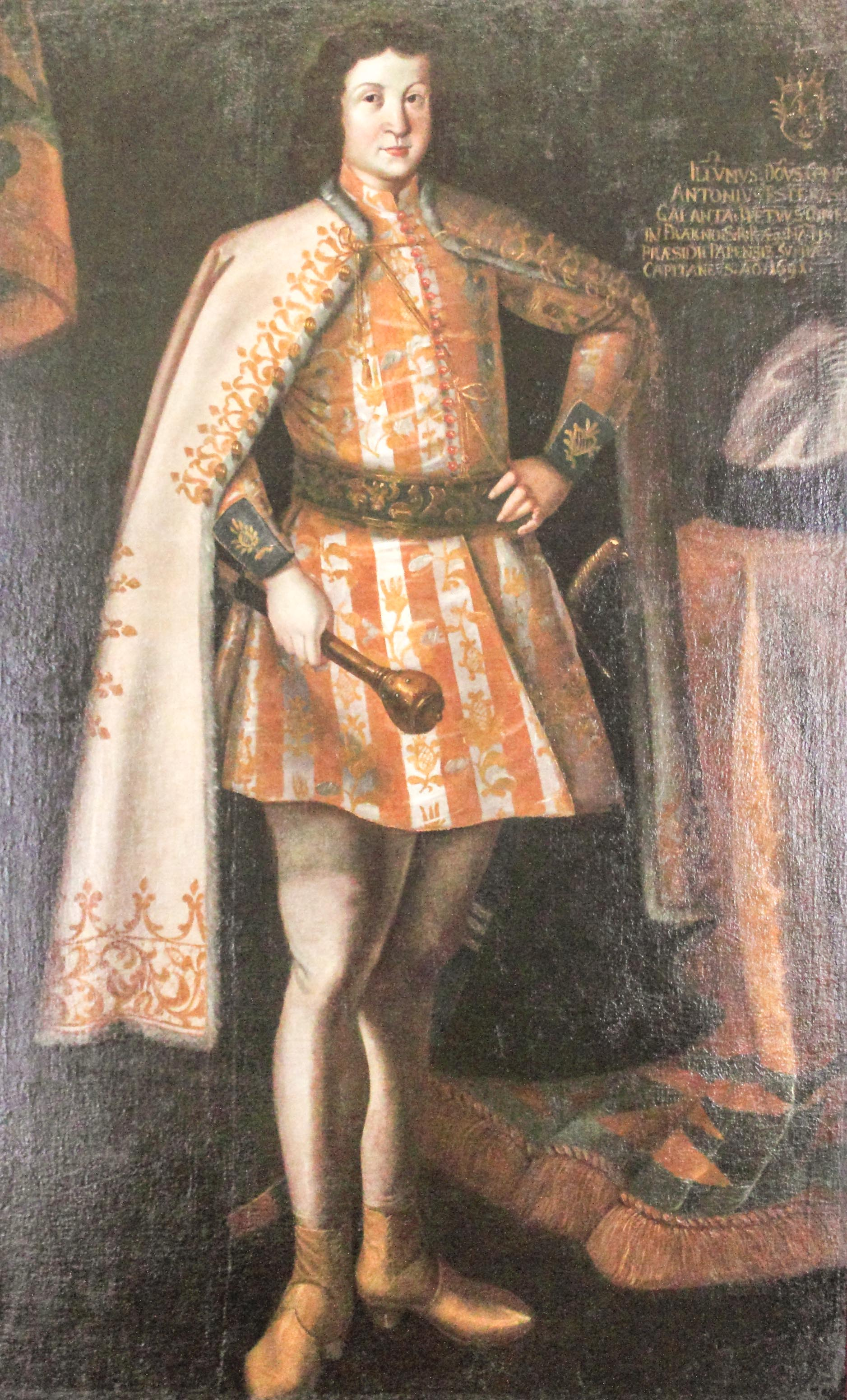
Esterházy Antal gróf
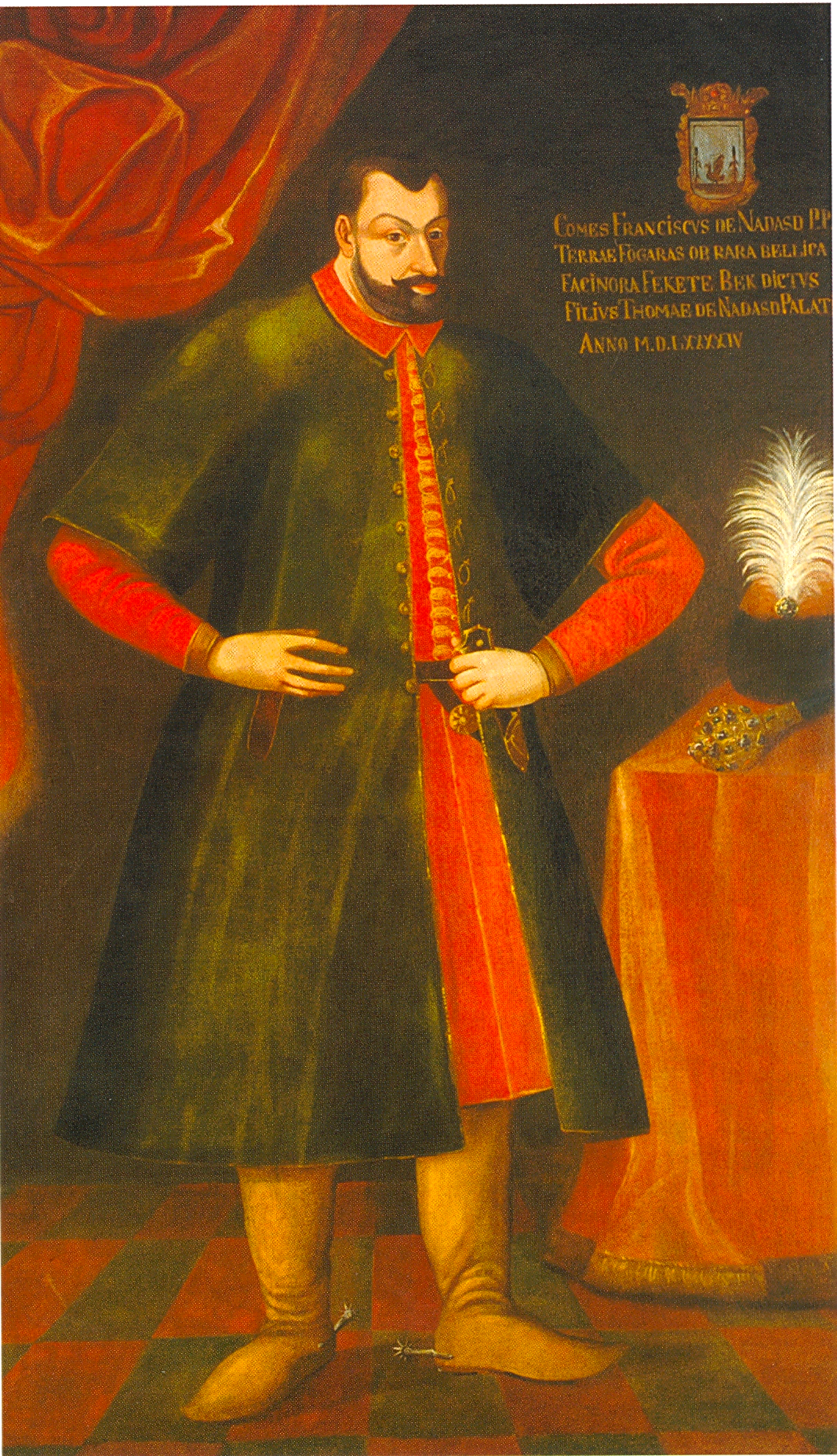
Nádasdy Ferenc hadvezér
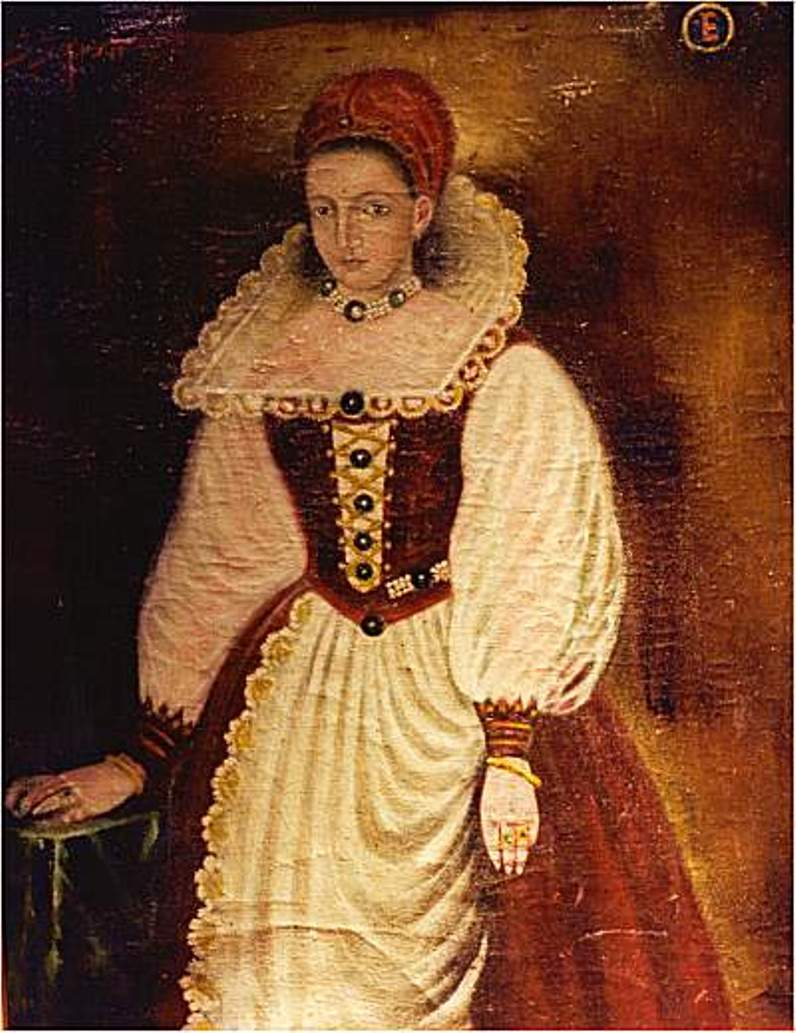
Nádasdy Ferencné Báthori Erzsébet grófnő

## Jelentősebb tagjai

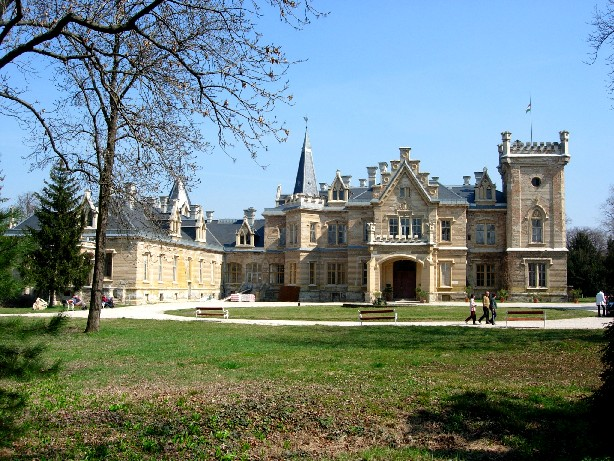
A nádasdladányi Nádasdy-kastély

- Nádasdy Boldizsár (fl. 1636–1664), Vas vármegye alispánja 1646 és 1656 között, országgyűlési követe
- Nádasdy Ferenc (fl. 1492–1541), Nagykanizsa várkapitánya, földbirtokos.
- Nádasdy Ferenc (hadvezér) (1555–1604)
- Nádasdy Ferenc (főúr) (1625–1671)
- Nádasdy Ferenc (tábornagy) (1708–1783)
- Nádasdy Ferenc (érsek) (1785–1851)
- Nádasdy Ferenc (író) (1842–1907)
- Nádasdy Károly
- Nádasdy László (fl. 1435–1482), erdélyi alvajda 1465 és 1467 között, Vas vármegye alispánja 1470-ben, újvári várnagy, földbirtokos.
- Nádasdy László (1662–1729/1730) gróf, a pálosok helynöke, csanádi püspök.
- Nádasdy Lipót (1802–1873)
- Nádasdy Lipót Flórián tárnokmester (1739–1746)
- Nádasdy Pál (gróf) (1598–1633)
- Nádasdy Tamás (1498–1562), báró, a Magyar királyság nádora
- Nádasdy Tamás (fl. 1586–1619) Vas vármegye alispánja, országgyűlési követe, földbirtokos

## Kastélyaik
- Nádasdy-kastély (Nádasdladány)
- Nádasdy-várkastély (Sárvár)
- Nádasdy-kastély (Sorkifalud)

## Album

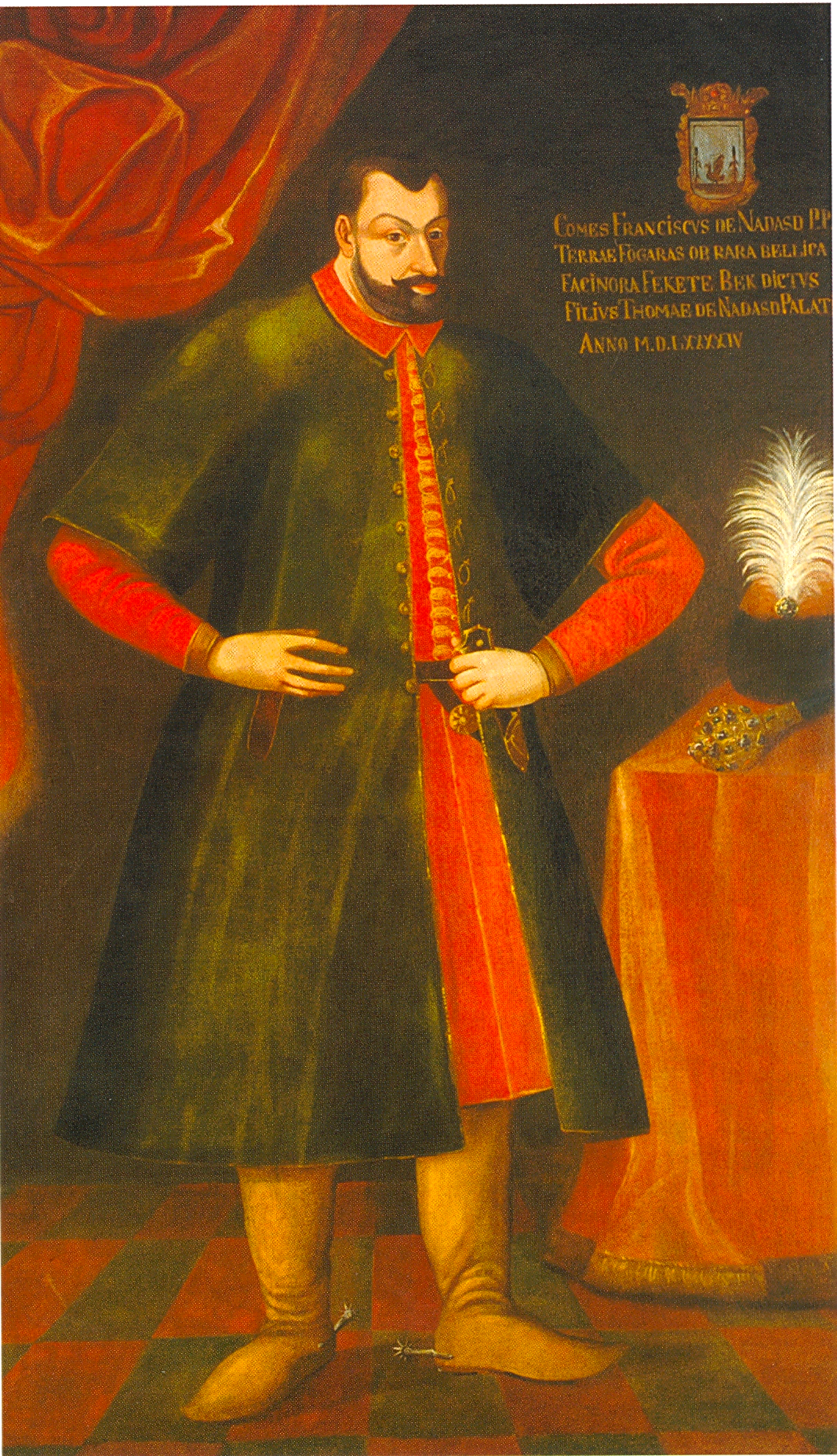
Nádasdy Ferenc, hadvezér
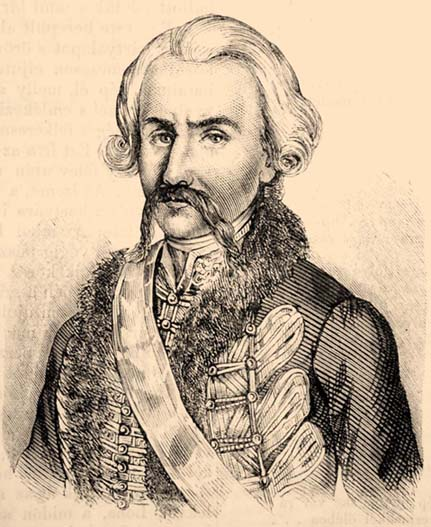
Nádasdy Ferenc, katonatiszt
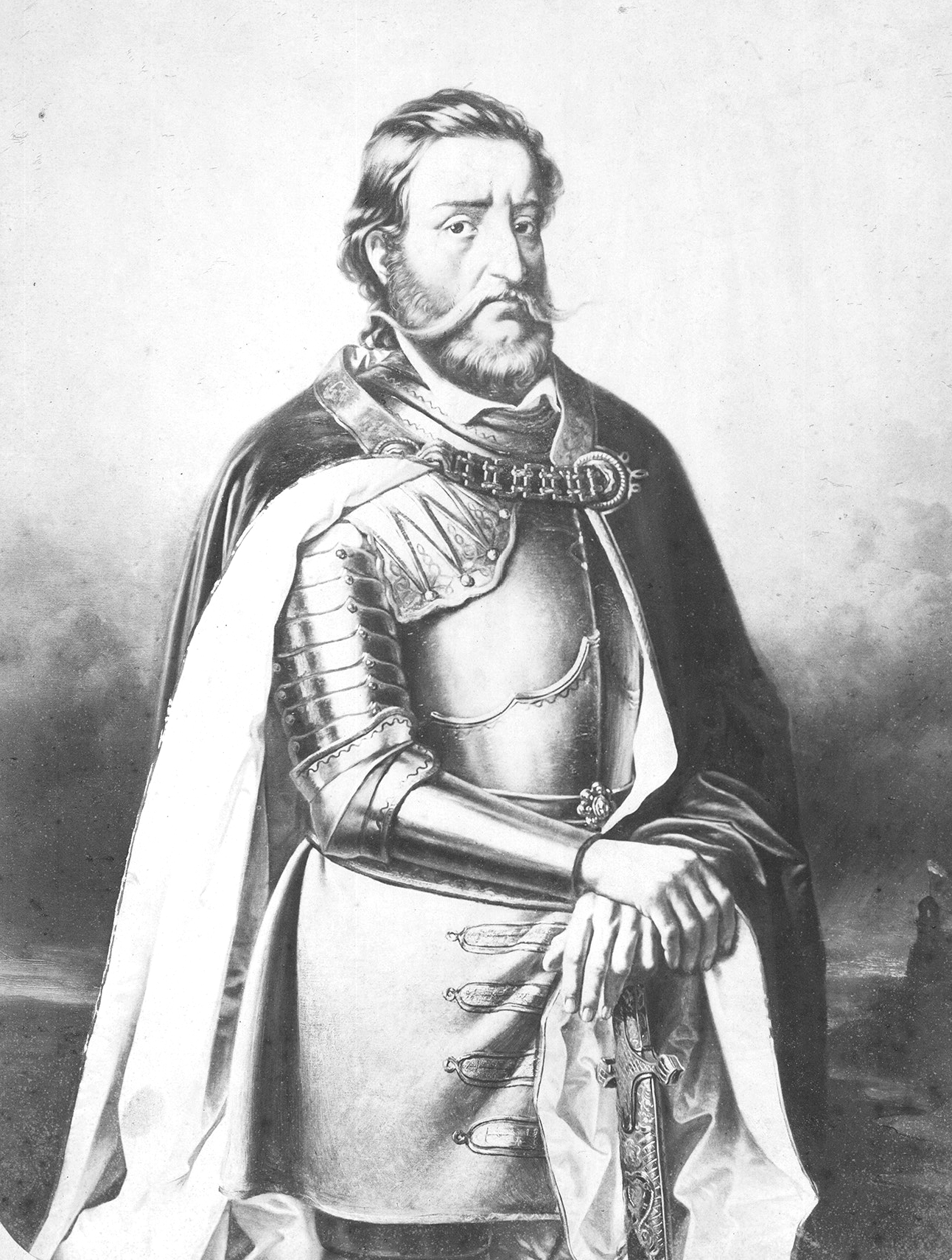
Nádasdy Tamás, nádor
A Nádasdy-címer vektoros változata